# Annulohypoxylon bovei
Annulohypoxylon bovei är en svampart. Annulohypoxylon bovei ingår i släktet Annulohypoxylon och familjen kolkärnsvampar.

## Underarter
Arten delas in i följande underarter:
- bovei
- microsporum